# Chocerady
Chocerady (Duits: Kotzerat) is een Tsjechische gemeente in de regio Midden-Bohemen en maakt deel uit van het district Benešov. Het dorp ligt op 13 kilometer afstand van de stad Benešov.
Chocerady telt 1361 inwoners (2024).

## Etymologie
Het dorp is genoemd naar Bruno z Chocerad, de vermoedelijke oorspronkelijke eigenaar.

## Geografie
De gemeente Chocerady bestaat uit de volgende plaatsen:
- Chocerady;
- Komorní Hrádek;
- Samechov;
- Vestec;
- Vlkovec.

Chocerady ligt aan de rivier de Sázava. Precies aan de overzijde daarvan liggen Komorní Hrádek en Vlkovec, en schuin ertegenover ligt Hvězdonice. Ook stroomt de Bělčičskýbeek door Chocerady en is er een meertje bij het dorpsplein genaamd Návesní.

## Geschiedenis
De eerste schriftelijke vermelding van het dorp dateert van 1250.
In 1525 werd met toestemming van koning Lodewijk II van Hongarije een brug over de rivier de Sázava gebouwd. De brug was van hout en noodzakelijk, daar hij onderdeel was van een handelsroute. De bouwer, Pan ze Šelenberk, hief er vervolgens tol op. Op 2 maart 1862 werd de brug door een overstroming verwoest, waarna die tijdelijk werd vervangen door een veerdienst. Het duurde uiteindelijk tot 13 november 1887 voordat een nieuwe brug werd geopend, ditmaal gemaakt van ijzer. Deze bleef dienstdoen tot 1993, toen de huidige brug in gebruik genomen werd.
Op 6 oktober 1901 bereikte de eerste trein het dorp, in 1929 gevolgd door een frequente buslijn van en naar Praag, die samen met de spoorlijn bijdroeg aan de groei van Chocerady.
In 1949 werd Chocerady ingedeeld bij het district Benešov.

## Educatie

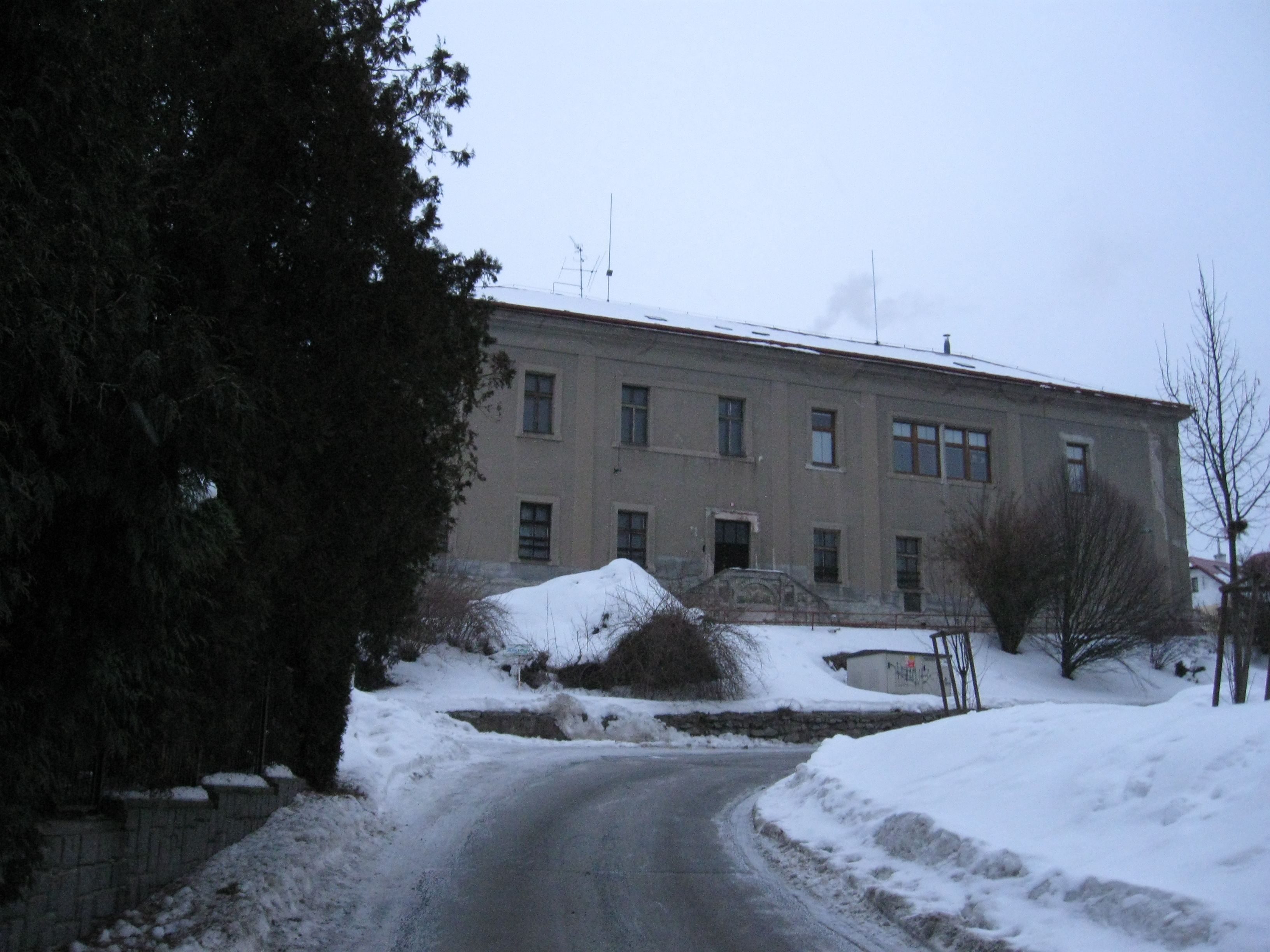
Oude school (2010)

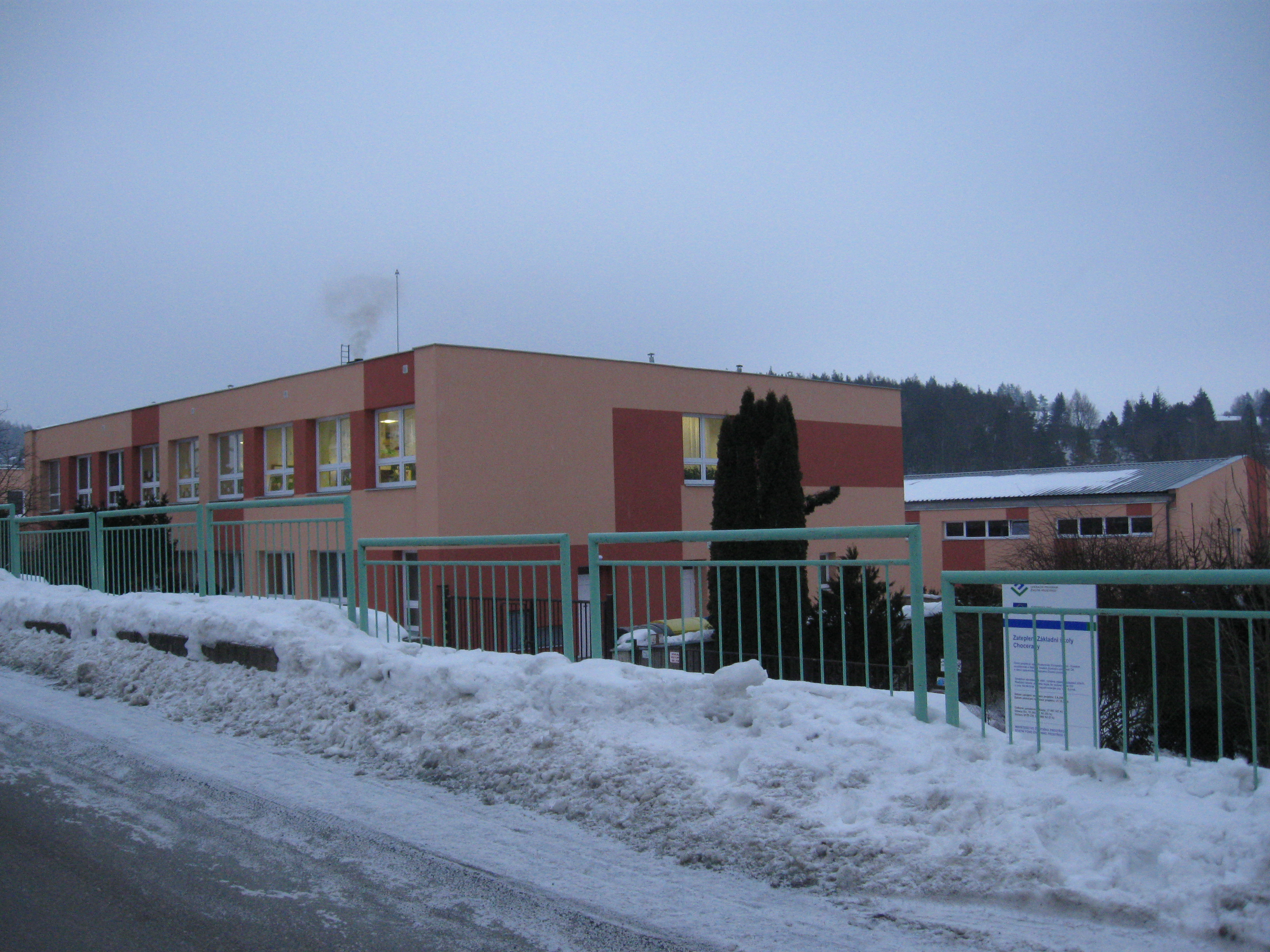
Nieuwe scholen (2010)

Chocerady had de beschikking over een ziekenhuis. In 1845 werd het ziekenhuis gesloten, waarna het gebouw in gebruik werd genomen als basisschool. Ergens aan het begin van de 21e eeuw werd het gebouw ook als school gesloten; wél is er een scholengemeenschap op een naburige locatie opgeleverd, namelijk halverwege het oude gebouw en de begraafplaats.

## Verkeer en vervoer

### Autowegen
De gemeente wordt doorkruist door de regionale wegen II/109 Poříčí nad Sázavou - Čerčany, II/113 Český Brod - Mukařov - Vlašim en snelweg D1. 

### Spoorlijnen
Chocerady beschikt over vier stations: Chocerady, Vlkovec, Samechov en Stříbrná Skalic. Deze liggen allen aan spoorlijn 212 Čerčany - Sázava - Zruč nad Sázavou - Světlá nad Sázavou. De lijn is enkelsporig en werd in 1901 geopend.

### Buslijnen
Er zijn diverse bushaltes in de gemeente:

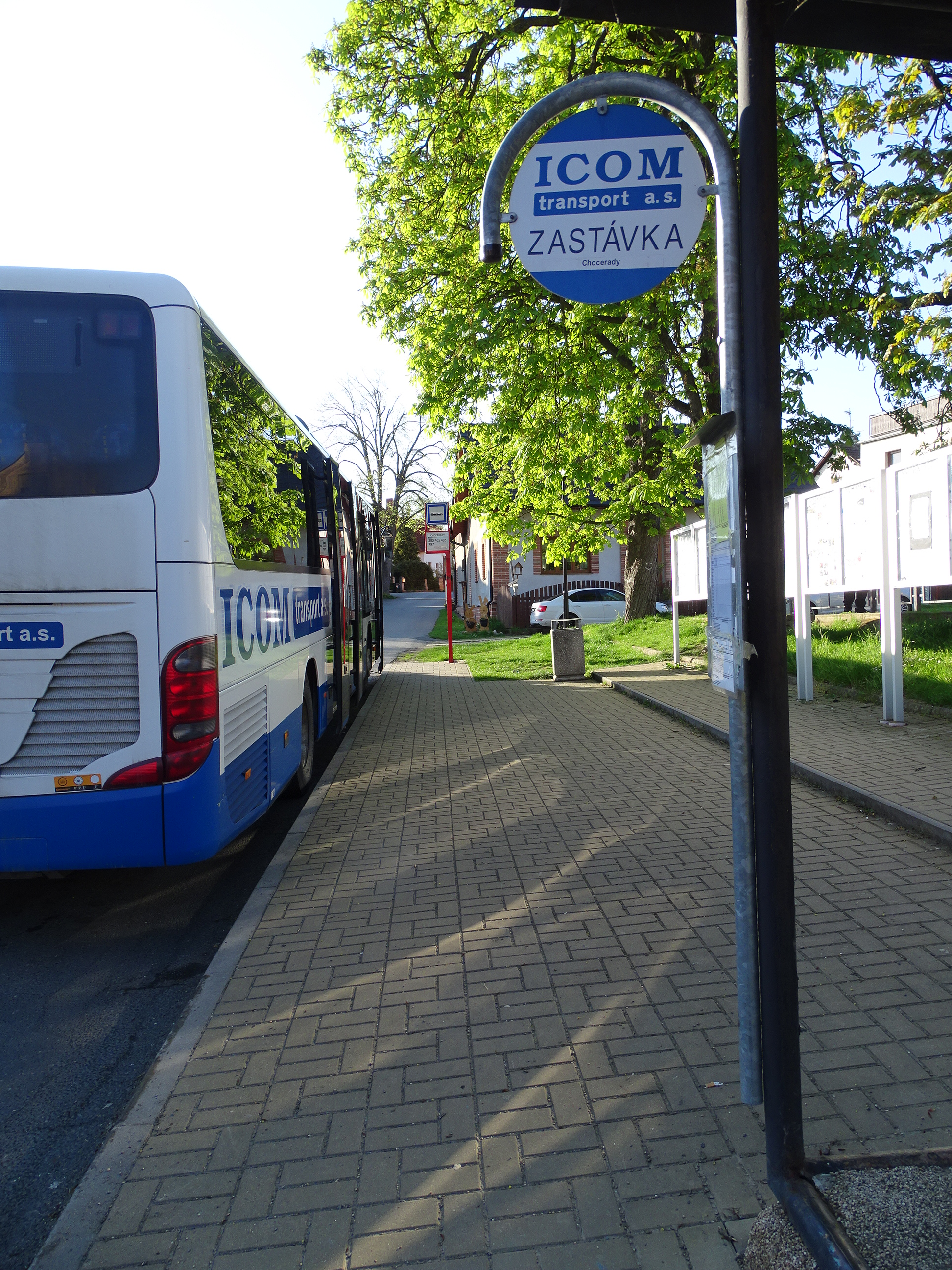
Bus op het busstation (2023)

| Halte                             | Lijnen  | Trajecten                             | Vervoerders               |
| --------------------------------- | ------- | ------------------------------------- | ------------------------- |
| Chocerady, Chocerady (busstation) | 849     | Vlašim - Načeradec                    | CŠAD Benešov              |
| Chocerady, Žel. zast.             | 483 797 | Chocerady - Vlašim Chocerady - Vranov | CŠAD Benešov CŠAD Benešov |
| Chocerady, Samechov               | 465     | Chocerady - Samechov                  | Arriva City s.r.o.        |
| Chocerady, Vestec                 | 483     | Chocerady - Vlašim                    | CŠAD Benešov              |
| Chocerady, Vestec, Osada          | 483     | Chocerady - Vlašim                    | CŠAD Benešov              |
| Chocerady, Vlkovec,žel.st.        | 465     | Chocerady - Samechov                  | Arriva City s.r.o.        |
| Chocerady, Komorní Hrádek         | 797     | Chocerady - Vranov                    | CŠAD Benešov              |
| Chocerady, Růženín sídliště       | 465     | Chocerady - Samechov                  | Arriva City s.r.o.        |

### Fietsroutes
Fietsroute 19 Havlíčkův Brod - Zruč nad Sázavou - Týnec nad Sázavou - Davle loopt door het dorp.

### Wandelroutes
Er lopen diverse wandelroutes vanaf of door Chocerady:
- Rood (1): Čerčany - Hvězdonice - Sázava - Zruč nad Sázavou;
- Rood (2): Chocerady - Kozmice - Petroupim - Benešov;
- Blauw: Chocerady - Hradové Střimelice - Zvánovice;
- Geel: Ledečko - Bělokozly - Ondřejov - Třemblat - Mnichovice.

## Bezienswaardigheden
- Maria-Hemelvaartkerk op het dorpsplein;
- Niskapel van de Veertien Helpers;
- Standbeeld van Sint Johannes van Nepomuk.

## Bekende inwoners
- Josef Vycpálek (1847–1922) - musicoloog en verzamelaar van volksliederen

## Galerij

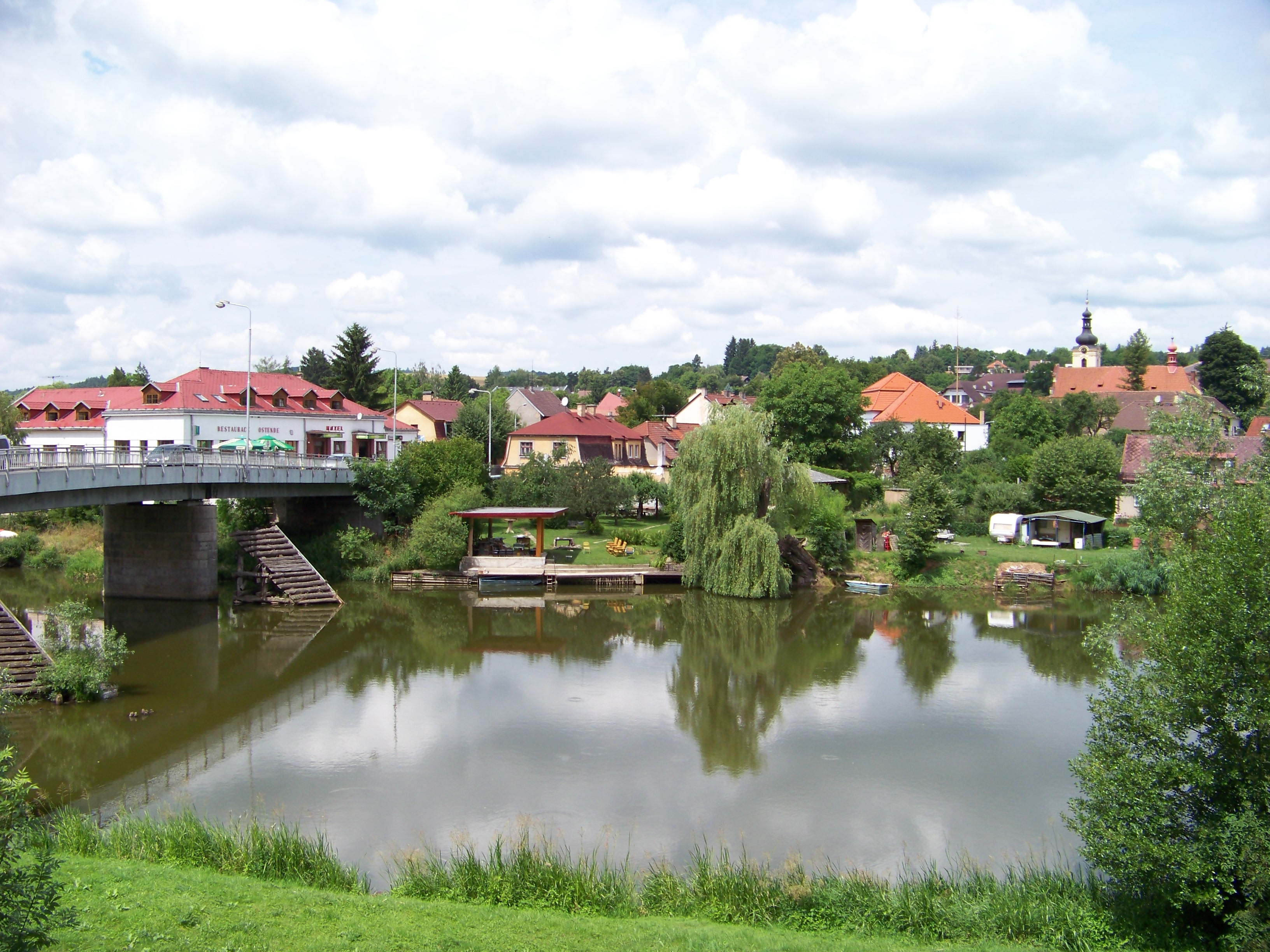
Chocerady gezien van over de rivier de Sázava (2014)
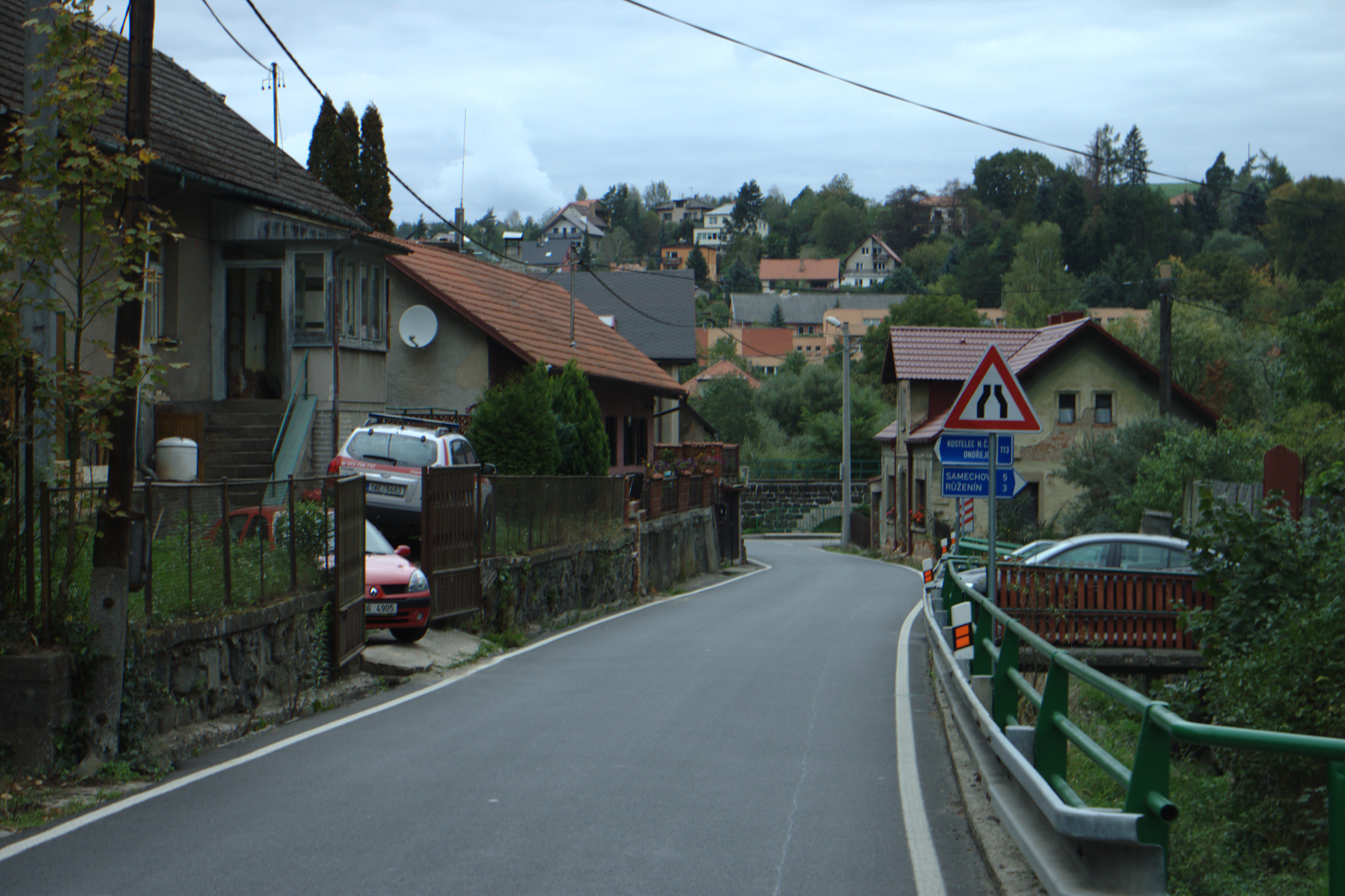
Weg in het dorp (2015)
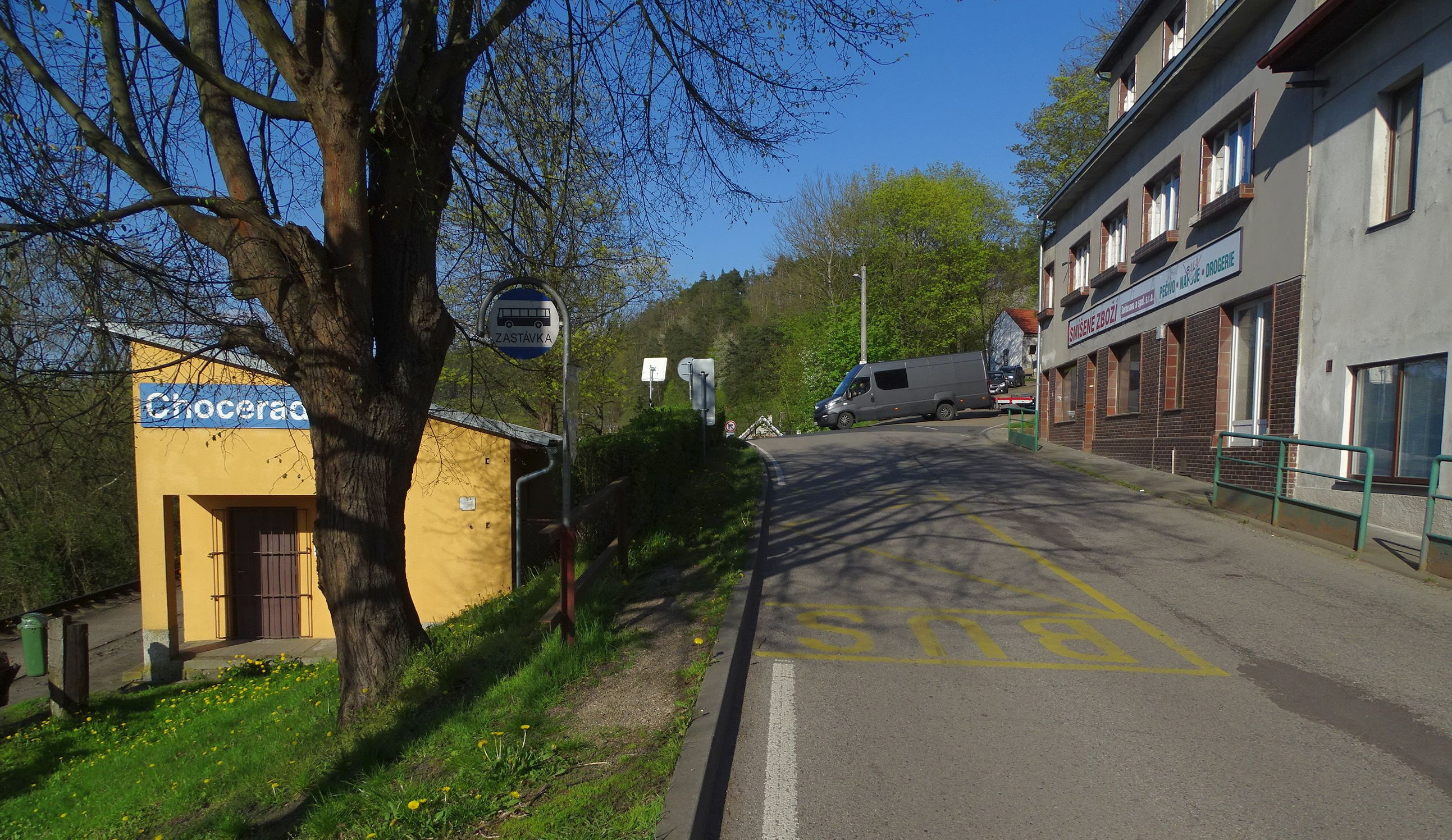
Bushalte bij het treinstation (2023)
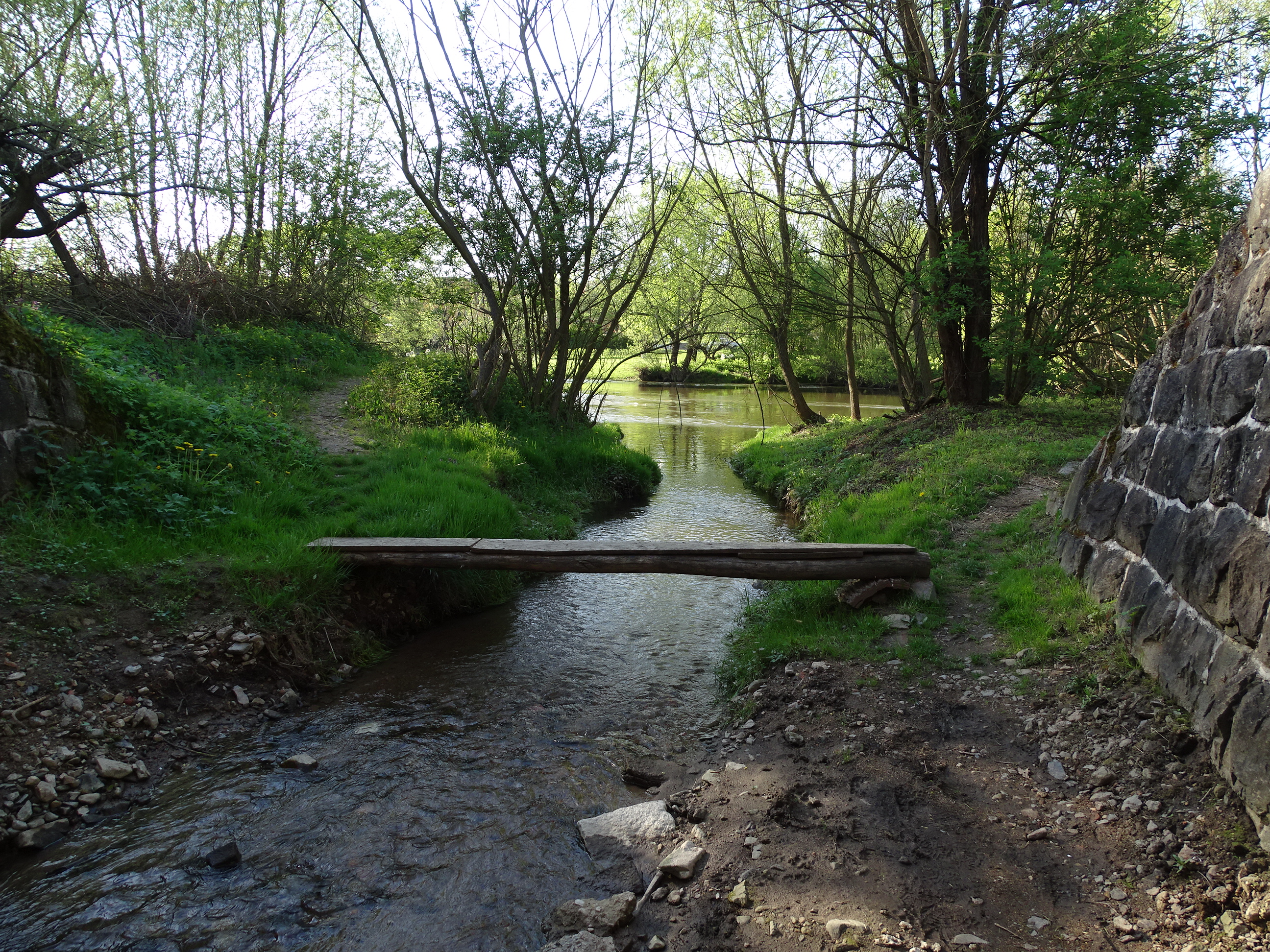
Bělčičskýbeek (2023)
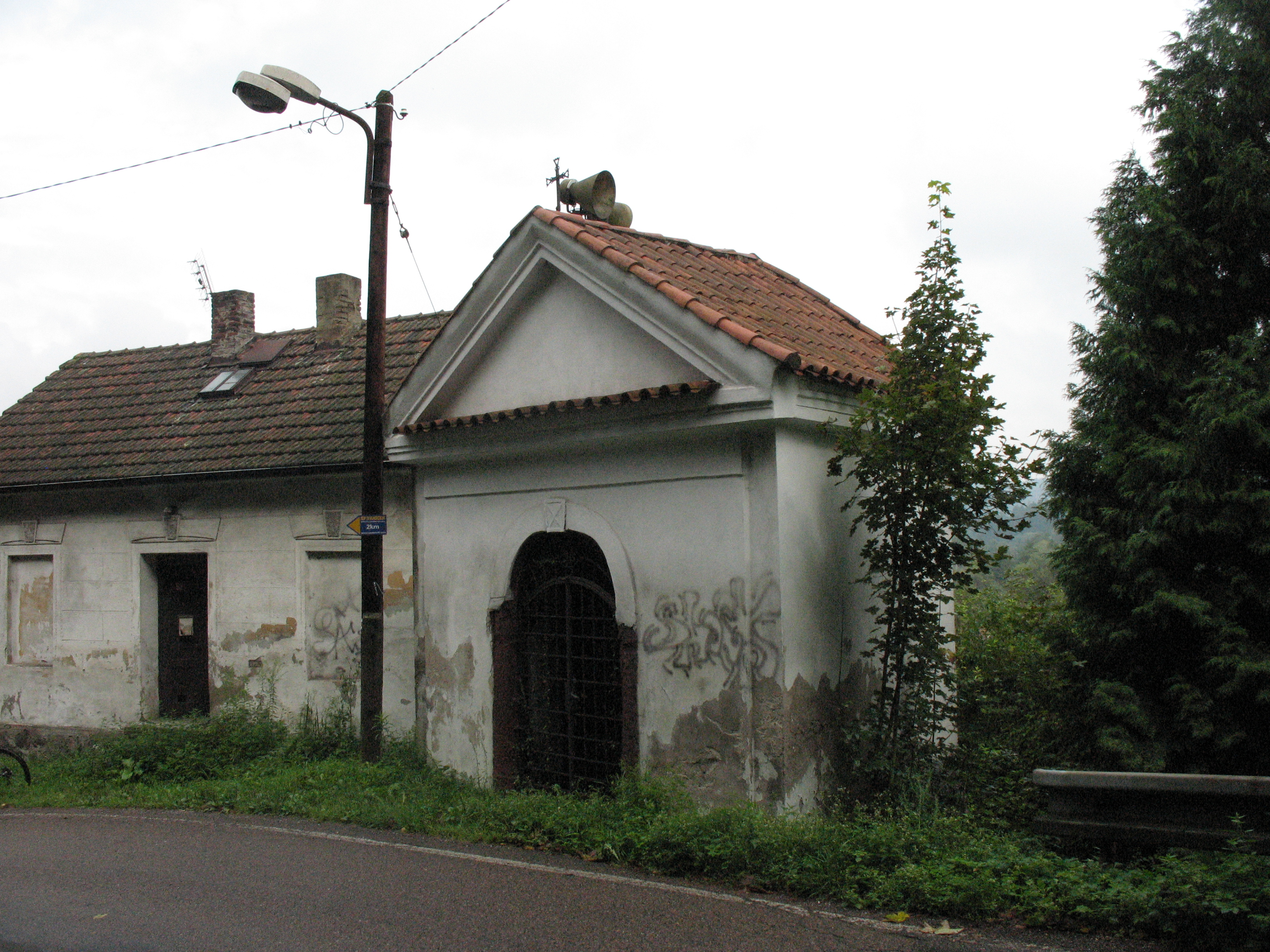
Niskapel van de Veertien Helpers (2014)
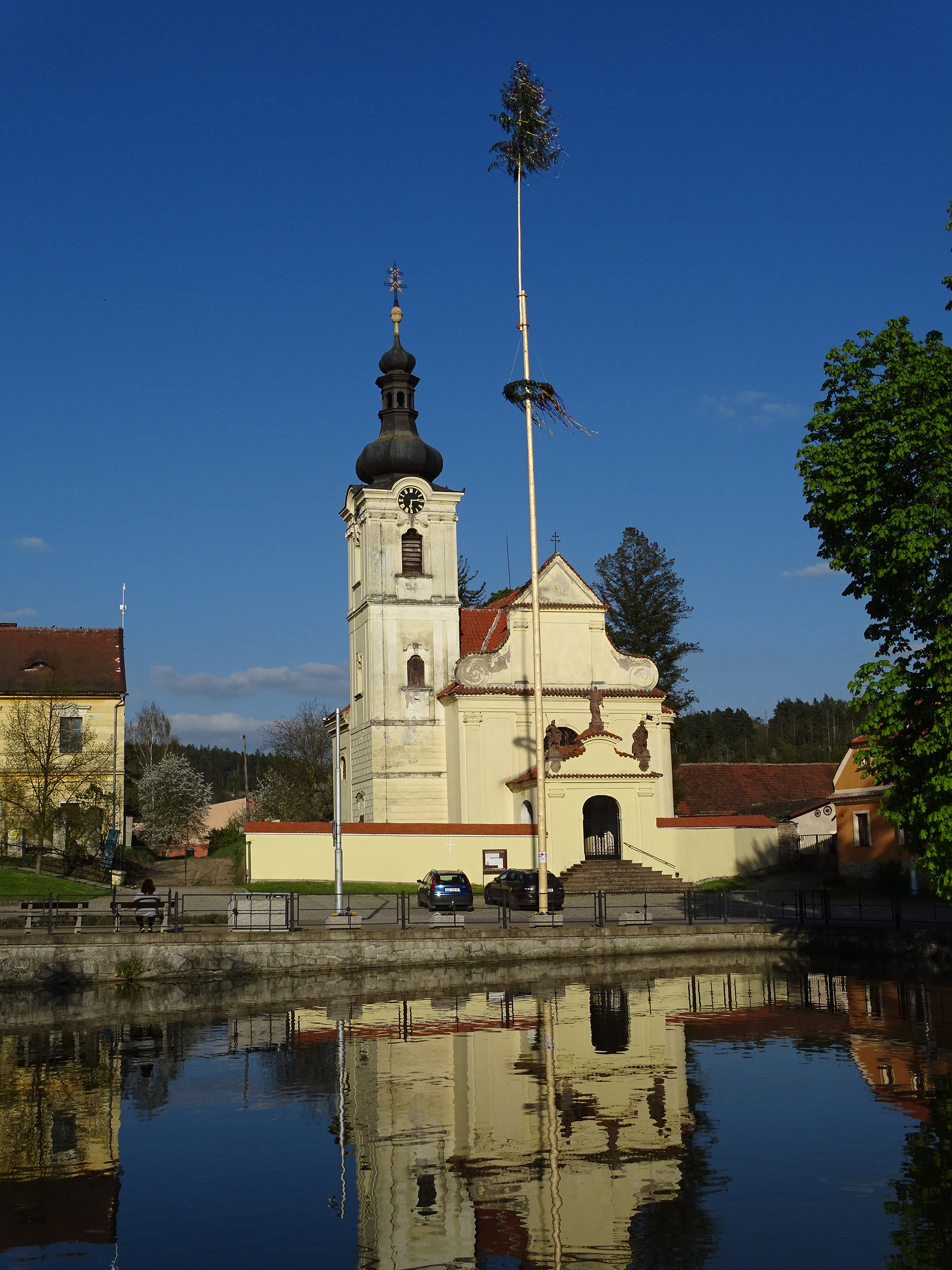
Maria-Hemelvaartkerk met Návesnímeer (2023)
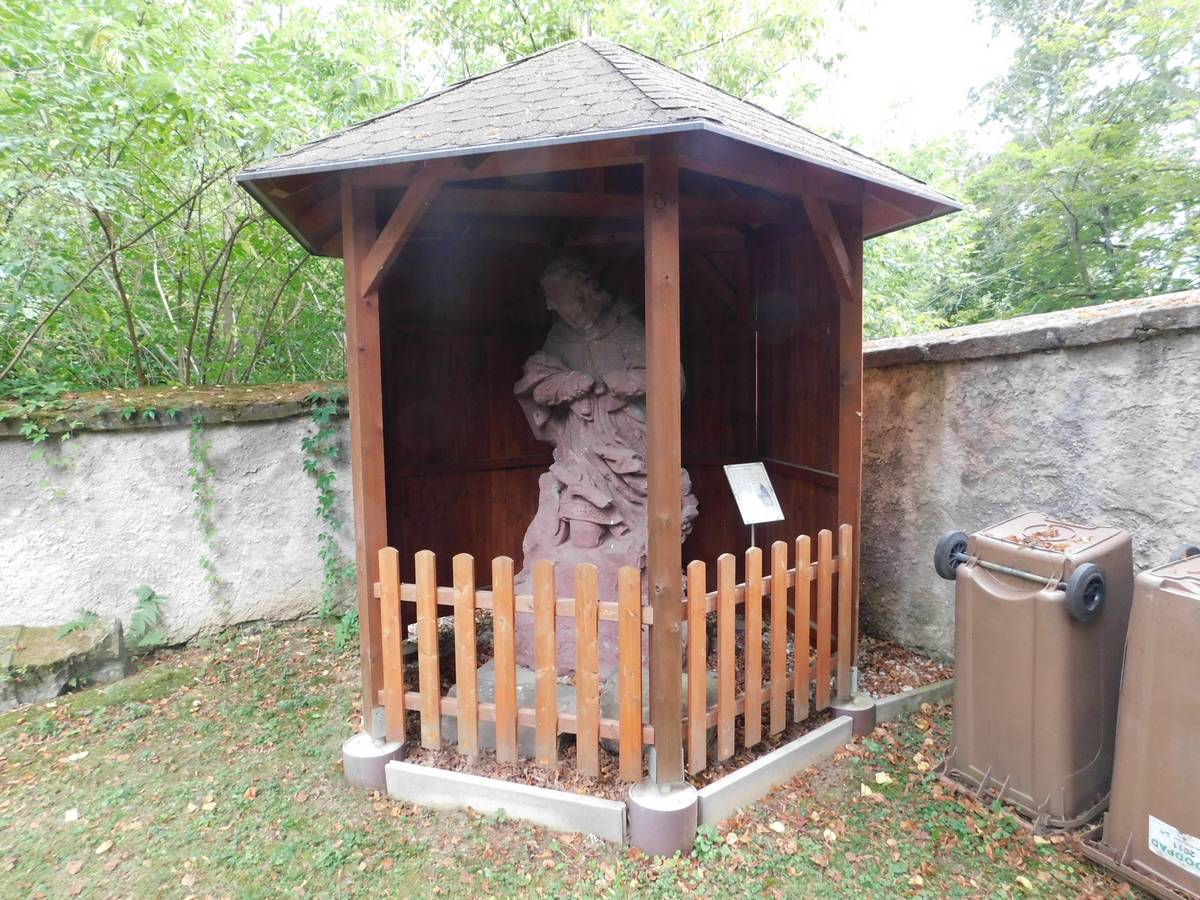
Standbeeld van Sint Johannes van Nepomuk (2021)
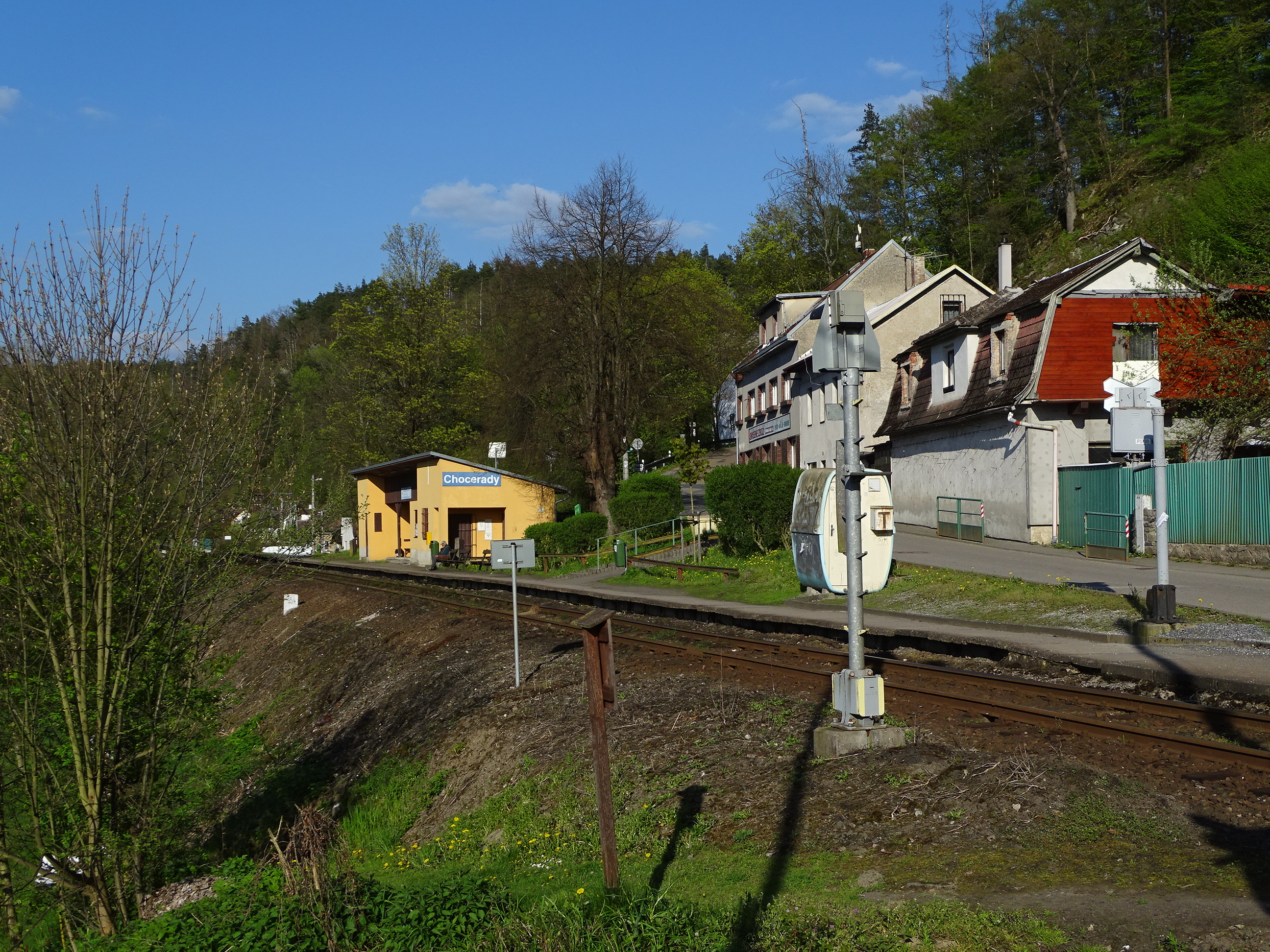
Station Chocerady (2023)